# Данилов, Борис Григорьевич
Бори́с Григо́рьевич Дани́лов (1 сентября 1923, Чобыково, Новоторъяльский район, Марийская автономная область — 1 ноября 1993, г. Йошкар-Ола, Марий Эл) — советский марийский поэт, прозаик, переводчик, журналист, общественный деятель, член Союза писателей СССР с 1976 года. Заслуженный работник культуры Марийской АССР (1983). Участник Великой Отечественной войны. Член КПСС.

## Биография
Родился 1 сентября 1923 года в д. Чобыково ныне Новоторъяльского района Марий Эл в крестьянской семье. Перед началом Великой Отечественной войны окончил Новоторъяльское педагогическое училище.
В августе 1941 года призван в Красную армию. Участник Великой Отечественной войны: боец лыжного батальона, помощник командира взвода, окончил Ленинградское военно-политическое училище им. Ф. Энгельса. Сражался на 1-м Белорусском фронте: комсорг батальона, лейтенант. Был дважды ранен, лечился в госпитале, в 1944 году был комсоргом батальона в Тамбовском пехотном училище. Дослужился до капитана. Демобилизовался из армии 13 марта 1947 года.
После войны — активный комсомольский работник, 1-й секретарь Новоторъяльского райкома ВЛКСМ, в 1952 году окончил Центральную комсомольскую школу при ЦК ВЛКСМ. Перешёл на журналистскую работу: сотрудник редакций газет «Ямде лий», «Рвезе коммунист», «Вперёд» (п. Оршанка), «Путь к коммунизму» (п. Медведево), «Марий коммуна».
Скончался 1 ноября 1993 года в Йошкар-Оле после тяжёлой продолжительной болезни.

## Литературное творчество
Писать начал ещё в детском возрасте. В 1930-е годы — юнкор детской газеты «Ямде лий», здесь в 1937 году было опубликовано его первое стихотворение. В годы войны стихи печатал в альманахе «Родина верч».
В 1954 году издал первый сборник стихов «Мемнан корнына» («Наша дорога»). Автор 15 книг поэзии и прозы на марийском и русском языках. Документальную повесть «Миша-артиллерист» посвятил жизни и боевому подвигу своего земляка, Героя Советского Союза М. В. Лебедева.
В 1976 году был принят в Союз писателей СССР. Наиболее известен как поэт-песенник, автор лирических стихотворений и произведений на военно-патриотическую тематику. Его лучшие произведения включены в различные антологии, школьные хрестоматии и опубликованы в переводе на русский, чувашский, удмуртский, татарский языки. Переводил на марийский язык поэтов народов СССР — С. Щипачёва, П. Бровки, С. Поделкова, С. Шавлы, А. Воробьёва, М. Джалиля, Х. Туфана, И. Юзеева и многих других.

## Основные произведения
Далее представлен список основных произведений Б. Данилова на марийском и в переводе на русский язык:

### На марийском языке
- Мемнан корнына: почеламут-влак [Наша дорога: стихи]. Йошкар-Ола, 1954. 64 с.
- Спутник: ойлымаш-влак [рассказы]. Йошкар-Ола, 1959. 28 с.
- Ямде лий: почеламут-влак [Будь готов: стихи]. Йошкар-Ола, 1959. 36 с.
- Разведчик: ойлымаш-влак [рассказы]. Йошкар-Ола, 1961. 72 с.
- Ужар патруль: ойлымаш-влак [Зелёный патруль: рассказы]. Йошкар-Ола, 1964. 68 с.
- Йӧраташ гын, йӧраташ: почеламут-влак [Любить, так любить: стихи]. Йошкар-Ола, 1966. 100 с.
- Миша-артиллерист: повесть. Йошкар-Ола, 1968. 120 с.
- Йыгыр оҥгыр: почеламут-влак [Бубенчики : стихи]. Йошкар-Ола, 1975. 32 с.
- Ойлымаш-влак // Эре лийже кече. Йошкар-Ола, 1977. С. 64—80.
- Кыша: ойлымаш-влак [Следы: рассказы]. Йошкар-Ола, 1977. 32 с.
- Шурно савыш: почеламут-влак [Зарницы: стихи]. Йошкар-Ола, 1981. 96 с.
- Шошо пеледыш: почеламут-влак [Весенний цветок: стихи]. Йошкар-Ола, 1982. 32 с.

### В переводе на русский язык
- Директор птичьей столовой: рассказы / пер. В. Муравьёва. Йошкар-Ола, 1964. 36 с.
- Стихи / пер. Г. Пагирева // Дружба. —Йошкар-Ола, 1976. С. 53—54.
- Сыну; На Волыни: стихи / пер. Г. Пагирева // Дружба. — Йошкар-Ола, 1978. — С. 29—30.
- Видел ли ты солнечный восход?..: стихи / пер. Г. Пагирева // Дружба. — Йошкар-Ола, 1979. — С. 4.
- Земные огни: стихи / пер. Г. Пагирева. —Йошкар-Ола, 1979. — 80 с.
- Отцу: стихи / пер. Г. Пагирева // Красная звезда. 1980. 29 ноября.
- На Волыни: стихи / пер. Г. Пагирева // Красная звезда. 1983. 25 декабря.
- Родное поле: стихи / пер. Г. Пагирева // Литературная Россия. 1985. 24 мая.
- Молодость в шинели: стихи / пер. Г. Пагирева. — Йошкар-Ола, 1985. 88 с.
- Стихи / пер. В. Панова, Г. Пагирева // Братство песенных сердец. — Йошкар-Ола, 1990. — С. 43—45.

## Звания и награды
- Заслуженный работник культуры Марийской АССР (1983)[2]
- Орден «Знак Почёта» (1948) —за активное участие в воспитании советской молодёжи[2][4].
- Орден Отечественной войны I степени (1985)[2]
- Медаль «За отвагу» (24.09.1966)[3][8]
- Медаль «За победу над Германией в Великой Отечественной войне 1941—1945 гг.» (09.05.1945)[3]
- Медаль «За доблестный труд. В ознаменование 100-летия со дня рождения Владимира Ильича Ленина»

## Память
Ежегодно ко дню рождения поэта в Новоторъяльской межпоселенческой центральной библиотеке Марий Эл проходит конкурс чтецов «Даниловские чтения».